# Laura (film, 1944)
Pour les articles homonymes, voir Laura.
Pour plus de détails, voir Fiche technique et Distribution.
Laura est un film noir américain en noir et blanc réalisé par Otto Preminger, sorti en 1944.
Par sa construction en flashback et son mélange de genres, « entre thriller et dissection des âmes », Laura est un classique du film noir de l’Âge d'or d'Hollywood, l’un des plus populaires et des plus complexes. Le film lança également la carrière d’Otto Preminger et fit de l'actrice Gene Tierney un fantasme pour les cinéphiles. 
En 1999, le film a été inscrit au National Film Registry pour être conservé à la Bibliothèque du Congrès des États-Unis, en raison de son « importance culturelle, historique ou esthétique ».

## Synopsis
Le film s'ouvre sur la phrase : « I shall never forget the week-end Laura died » (en français : « Je n'oublierai jamais le week-end où Laura est morte »).
Laura, qui travaillait dans la publicité, a été découverte abattue d'une décharge de chevrotine en plein visage dans l'entrée de son appartement. Le lieutenant McPherson enquête auprès de ses proches, principalement Waldo Lydecker, un journaliste et critique à la plume acide, qui a fait de Laura une femme du monde, et Shelby, un Adonis sans le sou qu'elle devait épouser. Au fil de ses recherches, où il apprend à la connaître au travers des témoignages, de la lecture de ses lettres et de son journal intime, et subjugué par un tableau qui la représente, l'inspecteur tombe sous le charme de la défunte Laura.

## Fiche technique
- Titre : Laura
- Réalisation : Otto Preminger (et Rouben Mamoulian, renvoyé, non crédité au générique)
- Production : Otto Preminger pour la Twentieth Century Fox
- Scénario : Jay Dratler, Samuel Hoffenstein et Elizabeth Reinhardt, d'après le roman de Vera Caspary (1943)
- Musique : David Raksin
- Photographie : Joseph LaShelle (initialement Lucien Ballard), Lucien Ballard (non crédité)
- Montage : Louis Loeffler
- Direction artistique : Lyle Wheeler et Leland Fuller
- Costumes : Bonnie Cashin
- Distribution : Twentieth Century Fox
- Pays de production :  États-Unis
- Format : noir et blanc - 1,37:1 - 35 mm - son : Mono (Western Electric Recording)
- Langue : Anglais
- Genre : Film noir
- Durée : 83 min
- Dates de sortie : 
  - États-Unis : 11 octobre 1944 (première à New York)
  - États-Unis : novembre 1944 (sortie nationale)
  - France : 13 juillet 1946
- Affiche : Constantin Belinsky (France)

## Distribution

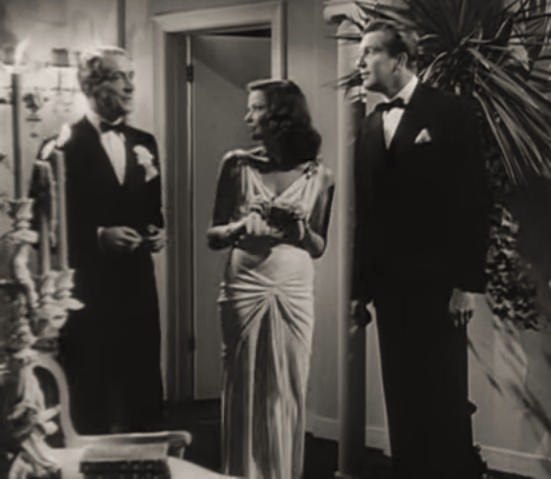
Clifton Webb, Gene Tierney et Vincent Price.

- Gene Tierney (VF : Madeleine Duhau) : Laura Hunt
- Dana Andrews (VF : Guy Darvey) : Lieutenant Mark McPherson
- Clifton Webb (VF : Gérard Férat) : Waldo Lydecker (VF : Noël Lydecker)
- Vincent Price (VF : Gérald Castrix) : Shelby Carpenter (VF : Robert Carpenter)
- Judith Anderson (VF : Germaine Bredy) : Ann Treadwell
- Dorothy Adams : Bessie Clary, la servante de Laura
- Lane Chandler : un inspecteur
- Clyde Fillmore : le patron de l'agence Bullitt & Co
- James Flavin : l'inspecteur McEveety
- Kathleen Howard : Louise, la cuisinière d'Ann
- Aileen Pringle : une femme (rôle indéterminé)
- Larry Steers : un homme dînant avec Laura

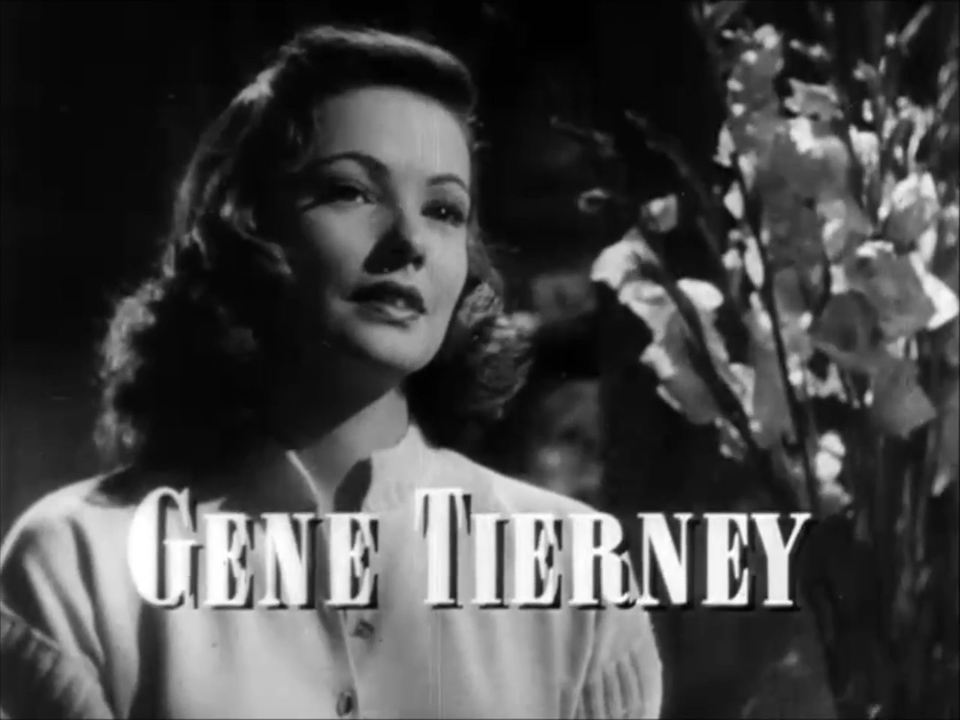
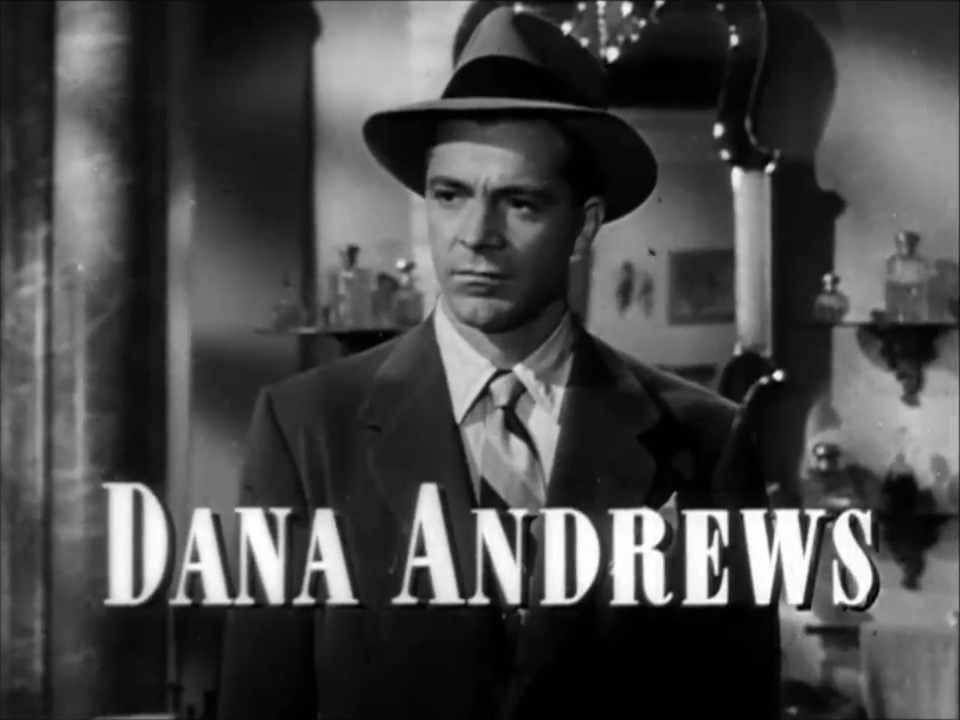
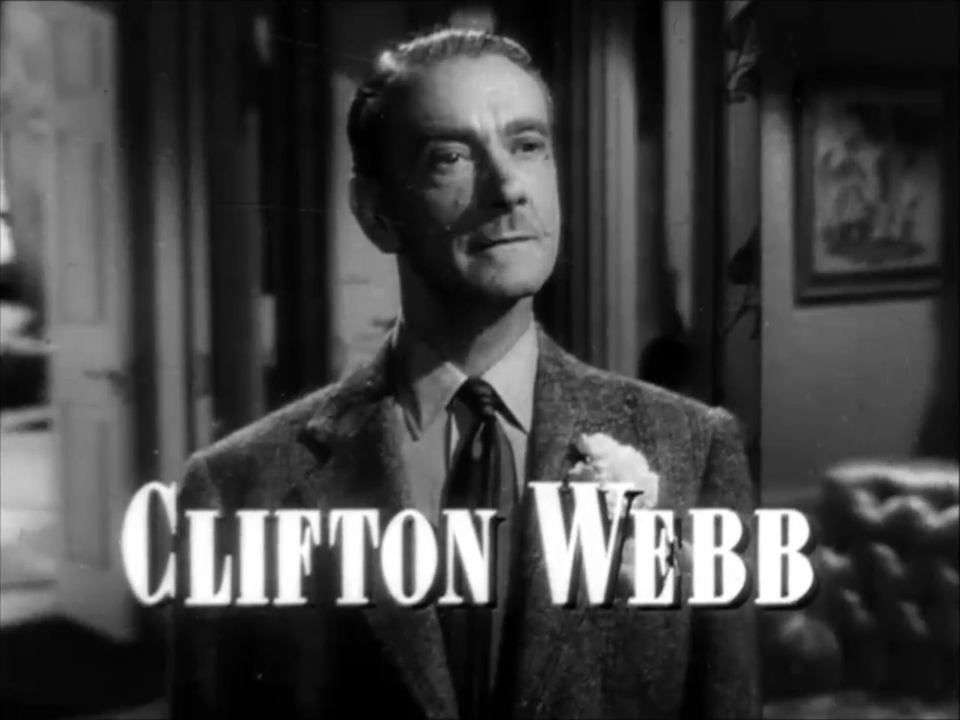
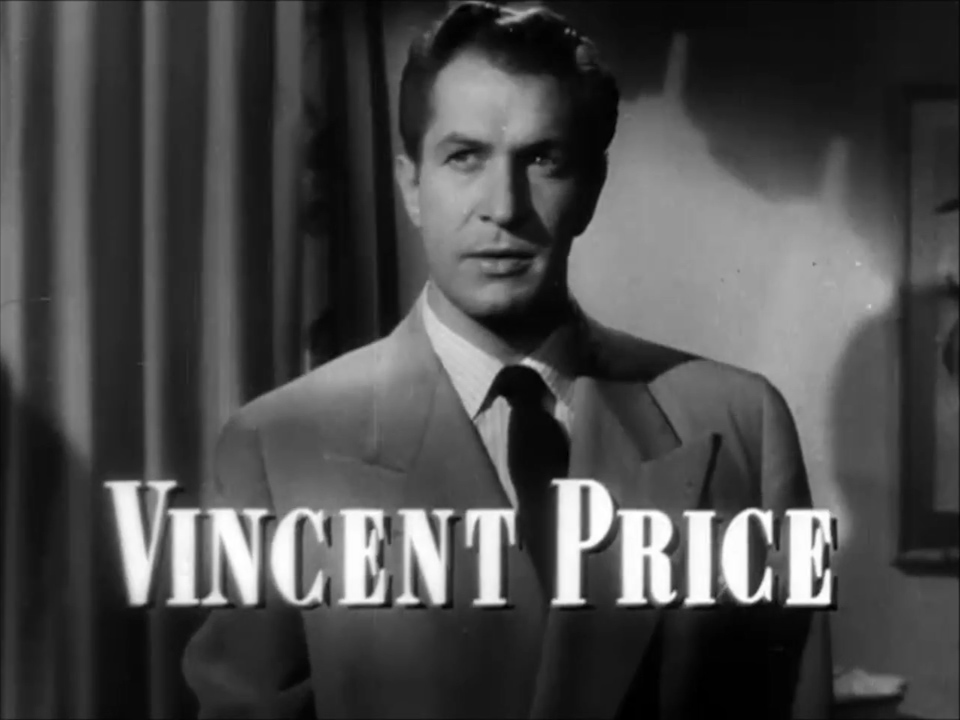
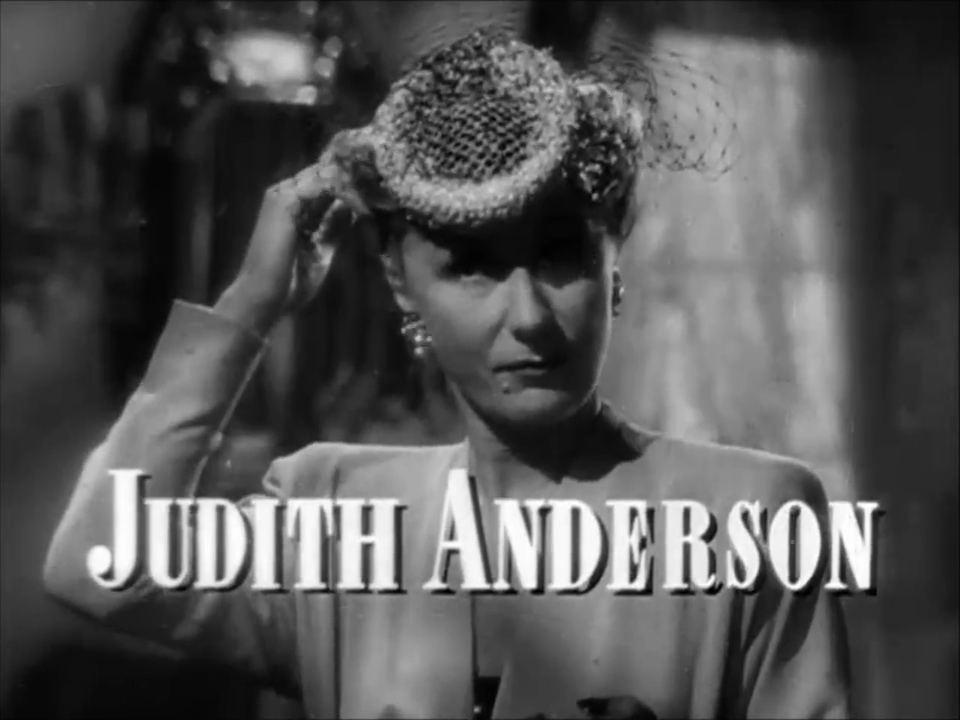

## Production

### Réalisation
La réalisation du film fut d'abord confiée à Rouben Mamoulian, Otto Preminger étant producteur. Mais les désaccords entre les deux hommes furent rapidement tels que Preminger renvoya Mamoulian, fit appel à un nouveau directeur de la photographie débutant, Joseph LaShelle (qui réalisa un coup de maître), et reprit le tournage à zéro.
Darryl F. Zanuck, initialement opposé au projet, imposa à Preminger de retourner la fin : dans la nouvelle version, il était soudain révélé que le personnage de Lydecker avait seulement imaginé toute l'histoire. Lors d'une projection privée de la version Zanuck, le critique Walter Winchell jugea la fin médiocre et conseilla au producteur de la modifier. Zanuck admit s'être fourvoyé et autorisa Preminger à réintroduire la fin initiale, plus dramatique, et celle aujourd'hui connue.
Par rapport à la version Zanuck, la version initiale ne change pas foncièrement le déroulement final (l'assassin est toujours le même), mais elle resserre le dénouement dans un même lieu (l'appartement de Laura) et insuffle une meilleure dimension narrative (focalisation sur la pendule, chronique radio de Lydecker) et tragique.
Le tableau de Laura dans le film a été peint par Azadia Newman, l'épouse de Rouben Mamoulian.

### Distribution
Le rôle de Laura fut d'abord proposé à Jennifer Jones qui le refusa, puis à Hedy Lamarr, qui déclara par la suite qu'elle aurait accepté si on lui avait présenté la partition au lieu du scénario.
Clifton Webb, jugé trop maniéré et désuet, fut d'abord refusé par Darryl F. Zanuck, patron de la Fox. Preminger insista et obtint gain de cause, permettant à Webb de tourner son premier film depuis l'avènement du parlant, et d'être nommé aux Oscars.

### Bande sonore
Le thème musical devait être initialement Sophisticated Lady de Duke Ellington. C'est une lettre de rupture de son épouse qui inspira à David Raksin, la mélodie lancinante, thème musical du film. Le thème Laura sera repris par de nombreux jazzmen et devient un standard du jazz.

## Accueil

### Critique
Laura est considéré comme l'un des grands classiques du cinéma dans le genre film noir et cinéma criminel.
Pour Marianne Spozio du site aVoir-aLire.com, le film est « le summum du film noir et, surtout, une magistrale illustration de l'ambiguïté des rapports humains.[...] Preminger signe ici un film dont on ne se lasse pas, qui se bonifie à chaque vision. Un chef-d’œuvre d'une extrême richesse, plein d'ambiguïtés, d'un noir bien plus pathétique, dépravé et diabolique qu'un classique mystery picture ».
Pour Ilan Ferry du site Écran Large, le film est « l'un des 10 films noirs à avoir vu dans sa vie. Quant à Gene Tierney, rarement une actrice aura été aussi belle et fascinante à l'écran ».

### Box-office
À l'issue de son exploitation en salles, le film réalise 2 millions de dollars de recettes, pour un budget à peine supérieur à 1 million.

## Distinctions

### Récompense
- Oscars 1945 : Oscar de la meilleure photographie pour Joseph LaShelle.

### Nominations
- Oscars 1945 :
  - Oscar du meilleur réalisateur pour Otto Preminger
  - Oscar du meilleur acteur dans un second rôle pour Clifton Webb
  - Oscar du meilleur scénario
  - Oscar du meilleur meilleur décor

## Autour du film
« Pour ce qui est de ma performance personnelle dans ce film, je n’ai jamais eu le sentiment de faire beaucoup mieux qu’une prestation réussie. Je suis contente que le public continue de m’identifier à Laura plutôt que de ne pas m’identifier du tout. L’hommage va, je crois, au personnage – cette Laura, créature de rêve – plus qu’à mon éventuel talent d’actrice. Je ne dis pas cela par modestie. Nul d’entre nous, qui fut impliqué dans ce film, ne lui prêta à l’époque la moindre chance d’accéder au rang de classique du mystère, voire de survivre à une génération »

— Citation de Gene Tierney, dans le livre de Gene Tierney et Mickey Herskowitz, Mademoiselle, vous devriez faire du cinéma…, Ramsay, coll. « Poche Cinéma », 2006.

## Suites et reprises
Le film a connu deux remakes à la télévision : le premier en 1955 comme élément de la série The Twentieth Century-Fox Hour, réalisé par John Brahm, avec George Sanders dans le rôle de Lydecker ; le deuxième en 1962 pour la télévision allemande, réalisé par Franz Josef Wild.
L'intrigue d'un homme qui tombe amoureux d'un personnage qu'il n'a pas connu, et sur lequel il enquête, a inspiré également le film français Poupoupidou (2011) de Gérald Hustache-Mathieu.
La série télévisée Twin Peaks (1990) de Mark Frost et David Lynch, où l'intrigue tourne autour de la mort du personnage de Laura Palmer et la curieuse relation la liant à l'agent Cooper chargé de l'enquête, est également inspirée par ce film.